# Stevan Sremac
Stevan Sremac (n. 23 noiembrie 1855, Zenta, Banatul de Nord, Serbia – d. 26 august 1906, Sokobanja⁠(d), Zaječar, Serbia) a fost un scriitor sârb.

## Lucrări scrise (selecție)
- Božićna pečenica (1893)
- Ivkova slava (1895)
- Limunacija na selu (1896)
- Pop Ćira i pop Spira (1898)
- Iz knjiga starostavnih (1903—1909)
- Vukadin (1903)
- Čiča Jordan (1903)
- Zona Zamfirova (1906). Ecranizat în 2002 de Zdravko Šotra.[3][4]